# 10908 Kallestroetzel
10908 Kallestroetzel (1997 XH9) là một tiểu hành tinh vành đai chính được phát hiện ngày 7 tháng 12 năm 1997 bởi ODAS ở Caussols.